# Mortimer Common
Mortimer Common – wieś w Anglii, w hrabstwie ceremonialnym Berkshire, w dystrykcie (unitary authority) West Berkshire. Leży 11 km na południowy zachód od centrum miasta Reading i 67 km na zachód od centrum Londynu. W 2010 miejscowość liczyła 5089 mieszkańców.